# Maria Lúcia Dal Farra
Maria Lucia Dal Farra (Botucatu, 14 de outubro de 1944) é uma poeta brasileira. 

## Carreira
Ensinou Literatura Portuguesa na Faculdade de Filosofia, Letras e Ciências Humanas na Universidade de São Paulo onde, em 1973, obteve o grau de mestre com a tese O Discurso à procura do Discurso: Estudo dos Romances de Primeira Pessoa de Vergílio Ferreira. Preparou a tese de doutoramento sobre A Poética de Herberto Helder.
É professora de Literatura Portuguesa da Universidade Federal de Sergipe. 

Ganhou o 54º Prêmio Jabuti por seu livro Alumbramentos.

## Obras
- 1994 - Livro de Auras (Iluminuras)
- 2002 - Livro de Possuídos (Iluminuras)
- 2012 - Alumbramentos (Iluminuras)
- 2017 - Terceto para o fim dos tempos (Iluminuras)

### Contos e crônicas
- 2005 -  Inquilina do Intervalo (Iluminuras)

### Crítica literária
- 1978 - O Narrador Ensimesmado (Ática)
- 1994 - A Alquimia da Linguagem (Imprensa Nacional/Casa da Moeda, Lisboa)